# WrestleMania 32
WrestleMania 32 foi o trigésimo segundo evento de wrestling profissional WrestleMania produzido pela WWE, transmitido em formato pay-per-view e pelo WWE Network, que aconteceu em 3 de abril de 2016, no AT&T Stadium, na cidade de Arlington, Texas. Esta foi a primeira WrestleMania realizada na área do Dallas/Fort Worth Metroplex, a terceira a acontecer no estado do Texas (após a WrestleMania X-Seven em 2001 e a WrestleMania XXV em 2009) e a sétima a ocorrer em uma arena aberta (depois da IX, XXIV, XXVI, XXVIII, 29 e 31).
Doze lutas foram disputadas no evento, incluindo três lutas no pré-show. Quatro lutas foram consideradas as atrações principais. No evento principal, Roman Reigns derrotou Triple H para vencer o WWE World Heavyweight Championship, enquanto Shane McMahon (em sua primeira luta desde 2009) perdeu para The Undertaker em uma luta Hell in a Cell, Brock Lesnar derrotou Dean Ambrose em uma No Holds Barred Street Fight, e Charlotte venceu o WWE Women's Championship (que substituiu o aposentado WWE Divas Championship) em uma luta Triple Threat contra Becky Lynch e Sasha Banks. O evento também foi notável por ter a luta mais rápida história da WrestleMania, quando The Rock derrotou Erick Rowan, em uma luta não anunciada, a aparição não anunciada de John Cena e a André the Giant Memorial Battle Royal, que incluiu a participação surpresa da lenda da NBA Shaquille O'Neal e foi vencida por Baron Corbin em sua estréia no plantel principal.
De acordo com a WWE, a WrestleMania 32 estabeleceu vários recordes para a empresa; incluindo arrecadação de $17,3 milhões e um recorde de público declarado de 101.763. O jornalista de wrestling Dave Meltzer contestou o número da WWE, alegando uma assistência de 93.730, o que ainda seria um recorde da WWE. O presidente da WWE, Vince McMahon, admitiu mais tarde que o recorde de público "não foi 101.000 pagantes", pois incluía "porteiros e vendedores de ingressos e tudo isso".
Apesar de seu sucesso comercial, WrestleMania 32 recebeu críticas mistas a negativas, e classificaram-na pior do que o evento NXT TakeOver: Dallas realizado dois dias antes. Os elogios foram para a luta inicial de escadas, Styles vs. Jericho, e a luta pelo título feminino; as críticas se concentraram no evento principal, Ambrose x Lesnar, a luta Hell in a Cell, a duração geral do evento e o que foi visto como decisões de reserva questionáveis, que se concentraram na quantidade de vitórias dos heels. O show foi votado como o pior show de wrestling de 2016 no Wrestling Observer Newsletter Awards, e leitores da WrestleCrap, que narra os piores momentos do wrestling profissional, deu-lhe o Prêmio Gooker para o pior evento de wrestling de qualquer tipo em 2016. A luta pelo título mundial no evento principal atraiu críticas particulares e resultou em reações negativas e raivosas da multidão.

## Produção

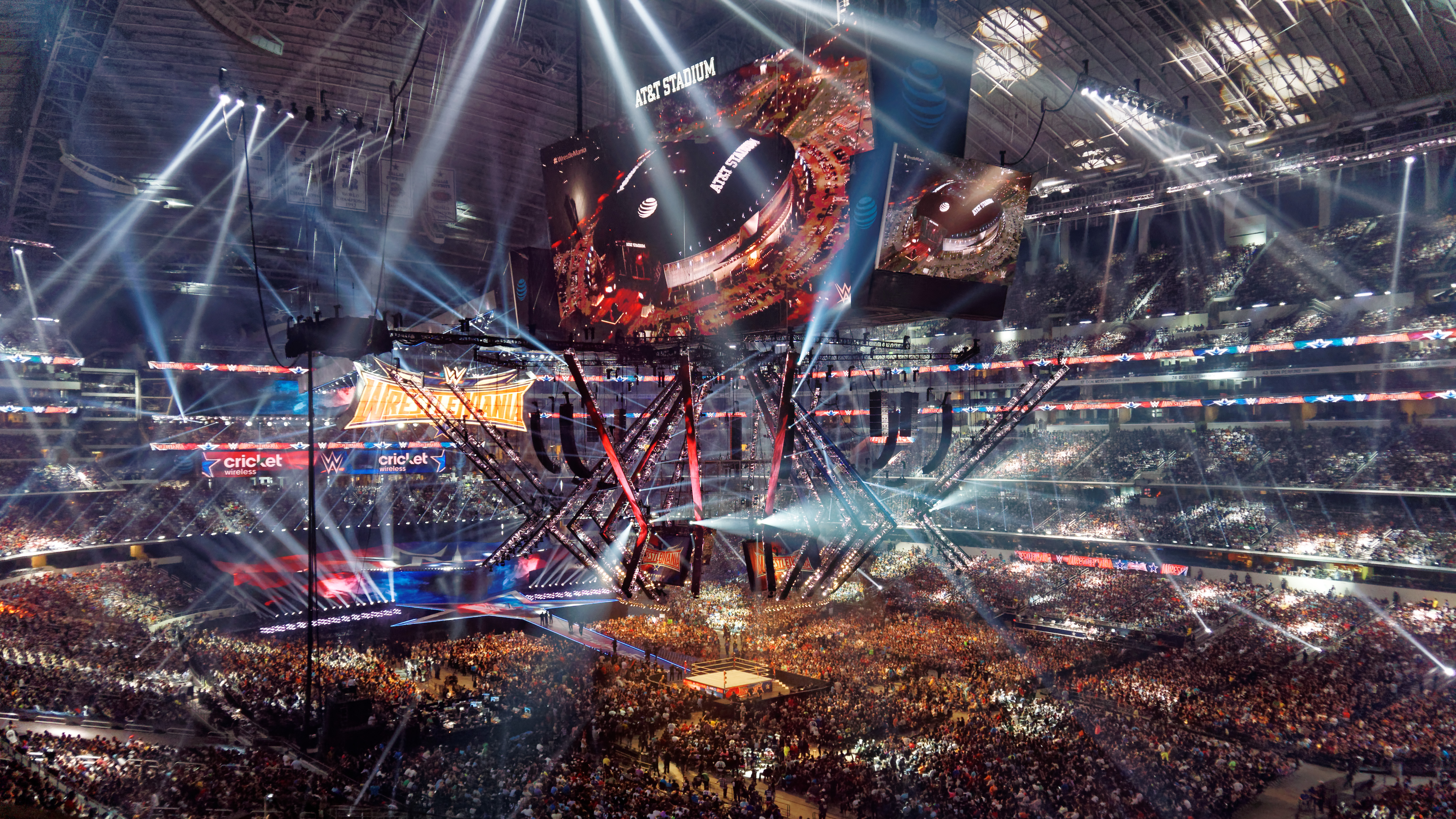
O AT&T Stadium durante a WrestleMania 32.

### Conceito
A WrestleMania é considerada o principal evento da WWE, tendo sido realizada pela primeira vez em 1985. É o evento de wrestling profissional de maior duração da história e é realizado anualmente entre meados de março e meados de abril. Foi o primeiro dos quatro pay-per-views originais da WWE, que incluem Royal Rumble, SummerSlam e Survivor Series, apelidado de "Big Four". Foi descrito como o Super Bowl do entretenimento esportivo.
O evento foi a terceira WrestleMania a ser realizada no estado do Texas (após X-Seven e XXV) e a primeira a acontecer na área Dallas/Fort Worth Metroplex. Os ingressos foram colocados à venda em 6 de novembro de 2015, com ingressos individuais custando US $18 a $2.360. Em 13 de outubro de 2015, pacotes de viagem com acomodação variando de $575 a $6.625 por pessoa começaram a ser vendidos. Dave Meltzer do Wrestling Observer Newsletter relatou que a WrestleMania 32 quebrou o recorde da WWE de mais ingressos vendidos com pelo menos 84.000 ingressos vendidos.
A Forbes especulou que a WrestleMania 32 poderia quebrar o recorde de público da WWE de 93.173 estabelecido na WrestleMania III no Pontiac Silverdome em Pontiac, Michigan. Este recorde representou o maior público em qualquer evento indoor até o NBA All-Star Game de 2010, também realizado no AT&T Stadium, que atraiu 108.713. No entanto, Dave Meltzer relatou que o verdadeiro recorde de público da WWE antes da WrestleMania 32 foi de 79.127 do SummerSlam de 1992, e que o público real da WrestleMania III foi de cerca de 78.000.
As cinco músicas oficiais do evento foram "My House" (de Flo Rida), "Hello Friday" (de Flo Rida com Jason Derulo), "Hail to the King" (de Avenged Sevenfold), "Sympathy for the Devil" (por Motörhead) e "Oh No" (por Goodbye June). Em 21 de março de 2016, foi anunciado que o grupo feminino americano Fifth Harmony apresentaria "America the Beautiful" durante o pré-show da WrestleMania 32.
A WWE foi prejudicada por lesões dos lutadores de seu plantel, tornando-os incapazes de lutar na WrestleMania 32. A lista de lesionados na época incluía John Cena, Seth Rollins, Randy Orton, Cesaro, Neville e Luke Harper. Enquanto isso, Sting, Nikki Bella e Tyson Kidd sofreram lesões no pescoço, com Kidd mal evitando paralisia ou morte e Sting sendo forçado a se aposentar. Daniel Bryan também foi forçado a se aposentar devido a graves concussões. David Shoemaker, escrevendo para a ESPN, descreveu que "parece que os talentos deixado de fora do evento poderiam vender mais ingressos do que os atuais". Shoemaker também teorizou as possíveis razões para as lesões serem, em primeiro lugar, "o calendário extenuante da WWE" e, em segundo lugar, "as viagens, o cansaço, a falta de uma entressafra".
Em março de 2016, a CNET escreveu que a WrestleMania 32 veria o culminar da "maior história da WWE", que é "estabelecer Roman Reigns como o top babyface". As tentativas da WWE para obter o "nível de reconhecimento" de nomes como Hulk Hogan, Stone Cold Steve Austin, The Rock e John Cena encontraram seu "oponente mais difícil" no público de wrestling, que iniciou uma "rebelião de fãs" em oposição ao apoio da WWE à Reigns, com os fãs preferindo Dean Ambrose. O COED concordou que Reigns, quem a WWE pensava "ter o maior poder de estrela e apelo difundido", estava "sendo febrilmente rejeitado" com vaias pelo público da WWE. Para combater esta tendência, a WWE tem tomado medidas, incluindo abafar as vaias das multidões durante as aparições Reigns' em 2016. O AV Clube comentou que 'a WWE tem um sério problema com Roman Reigns', devido que "basicamente ninguém quer ver Roman Reigns no evento principal" da WrestleMania.

### Rivalidades
O evento apresentou doze lutas, incluindo três no pré-show, que resultaram de enredos roteirizados, onde os lutadores retratavam vilões, heróis ou personagens menos distinguíveis em eventos roteirizados que criaram tensão e culminaram em uma luta ou série de lutas, com resultados pré-determinados pelos escritores da WWE, enquanto as histórias foram desenvolvidas nos principais programas de televisão da WWE, Raw e SmackDown.
As rivalidades que conduziram à WrestleMania 32 não foram bem recebidas pelos críticos. Jason Powell do Pro Wrestling Dot Net lamentou que "a construção para a WrestleMania foi uma bagunça criativa", e que a lista de contusões da WWE não é desculpa "booking desleixados ou rivalidades com enormes buracos e lacunas lógicas". Jeff Hamlin da Wrestling Observer Newsletter criticou: "Não há empolgação para a WrestleMania. O evento se vende puramente por sua marca". Ben Tucker da Pro Wrestling Torch escreveu: "Desde a WrestleMania 13, o Super Bowl da WWE nunca se reunia de uma forma tão bizarra, com a WWE tomando algumas das decisões mais difíceis que eu vi em anos". Kyle Fowle do The AV Club declarou que o" navio da WWE está indo direto para o rochas ", e em particular" a rivalidade pelo WWE World Heavyweight Championship é um desastre."

### Luta principal
No Survivor Series, Roman Reigns venceu um torneio pelo vago WWE World Heavyweight Championship. Reigns havia recusado anteriormente as ofertas de Triple H para se unir a Authority, o que o colocaria automaticamente nas finais do torneio, mas Reigns lutou em todo o torneio e após sua vitória, ele atacou Triple H, que tentou parabenizá-lo. Sheamus então usou seu contrato do Money in the Bank após um Brogue Kick e venceu o título. No TLC: Tables, Ladders and Chairs, Reigns enfrentou Sheamus, mas perdeu quando Alberto Del Rio e Rusev interferiram. Após a luta, Reigns atacou Sheamus, Del Rio, Rusev e, em seguida, Triple H com uma cadeira. Na noite seguinte no Raw, Reigns recuperou o título de Sheamus em uma luta título vs. carreira. Vince McMahon então forçou Reigns a defender o título na luta Royal Rumble de 30 homens no Royal Rumble com Reigns entrando em #1. No evento, Triple H voltou como o participante #30 e eliminou Reigns. No Fastlane, Reigns derrotou Dean Ambrose e Brock Lesnar em uma triple threat para enfrentar Triple H pelo WWE World Heavyweight Championship na WrestleMania 32. Na noite seguinte no Raw, Triple H atacou Reigns durante a luta deste último contra Sheamus deixando Reigns ensanguentado e executado um Pedigree em Reigns nos degraus de aço. No entanto, Reigns voltou no episódio de 14 de março e atacou Triple H.

### Lutas preliminares

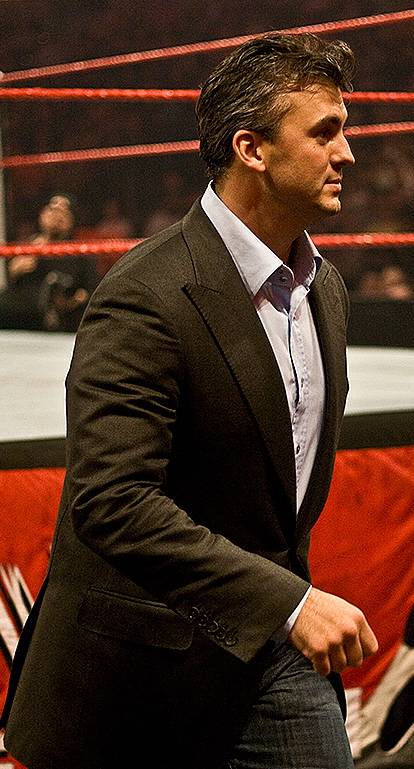
Shane McMahon enfrentou The Undertaker dentro do Hell in a Cell pelo controle do Monday Night Raw, mas foi derrotado.

No Raw de 22 de fevereiro, Mr. McMahon apresentou o prêmio " Vincent J. McMahon Legacy of Excellence" para sua filha Stephanie McMahon. Quando Stephanie estava prestes a fazer o discurso de aceitação do prêmio concedido a ela, Shane McMahon voltou à WWE pela primeira vez desde 2009, para confrontar seu pai e sua irmã em relação ao seu papel na empresa. Vince então fez um acordo com Shane que ele ganharia o controle do Raw se pudesse ganhar uma luta de sua escolha mas abriria mão de um cofre com os segredos de Vince se perdesse. Depois que Shane aceitou, Vince nomeou The Undertaker como seu oponente e fez uma luta Hell in a Cell; A última luta de Shane foi em maio de 2009. Na semana seguinte, Undertaker voltou ao Raw e disse que o sangue de Shane estaria nas mãos de Vince, não nas dele. Vince afirmou que se The Undertaker não ganhasse, seria sua última WrestleMania.
Durante os momentos finais da luta triple threat no Fastlane, Brock Lesnar aplicou o kimura lock em Roman Reigns mas Dean Ambrose atacou Lesnar com uma cadeira no último minuto; isso incapacitou Lesnar por tempo suficiente para Reigns derrotar Ambrose. No dia seguinte, antes do Raw ir ao ar, Lesnar atacou Ambrose que foi levado para o hospital em uma ambulância. No Raw, Paul Heyman desafiou qualquer um do plantel a enfrentar Lesnar na WrestleMania. Ambrose voltou na ambulância para desafiar Lesnar para um No Holds Barred Street Fight; Heyman aceitou em nome de Lesnar. No episódio de 14 de março do Raw, a lenda Mick Foley deu a Ambrose seu taco de beisebol de arame farpado. Na semana seguinte no Raw, outra lenda, Terry Funk, deu a Ambrose uma motosserra.

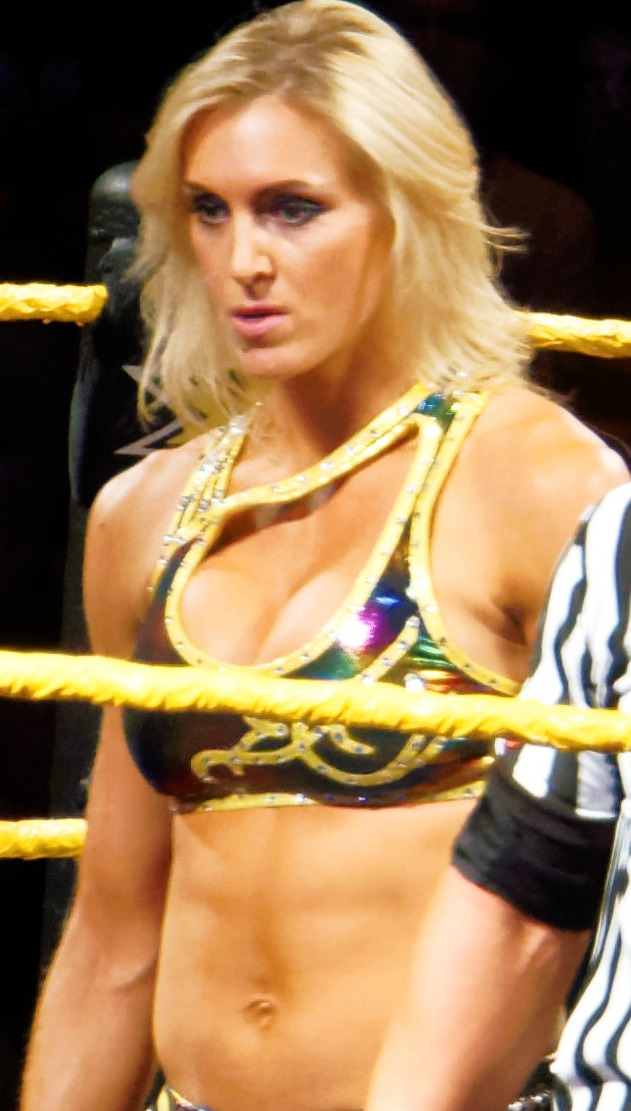
Charlotte derrotou Becky Lynch e Sasha Banks em uma luta Triple Threat pelo novo WWE Women's Championship

Depois de derrotar Becky Lynch de forma polêmica no Royal Rumble para reter seu WWE Divas Championship, Charlotte foi atacada por Sasha Banks que fez seu retorno. No episódio de 29 de fevereiro do Raw, Lynch e Banks lutaram em uma luta para determinar a desafiante #1, mas a luta terminou em uma dupla contagem. Uma revanche no próximo episódio do SmackDown terminou em no contest quando Charlotte atacou as duas. Posteriormente, Charlotte foi escalada para defender seu título contra Lynch e Banks em uma luta triple threat na WrestleMania.
No Raw de 8 de fevereiro, depois de derrotar o New Day e Mark Henry em uma de mesas de trios, os Dudley Boyz fizeram seu heel turn traindo seus companheiros de equipe The Usos. Explicando que eles não voltaram à WWE para ser um "ato de nostalgia" e lembrando aos fãs que eles são "a pior tag team do planeta", os Dudley Boyz abandonaram o uso de suas mesas de marca registrada. Nas semanas seguintes, os Usos salvaram os lutadores de ataques dos Dudley Boyz, estabelecendo uma luta de duplas para o evento. A luta foi posteriormente transferida para o pré-show da WrestleMania 32.
Durante o 'Cutting Edge Peep Show no Fastlane, os Campeões de Duplas da WWE The New Day mostraram sinais de um face turn ao zombarem da League of Nations (Sheamus, King Barrett, Alberto Del Rio e Rusev). Nas semanas seguintes, o The New Day continuou a zombar da League of Nations em segmentos de bastidores. No Roadblock, The New Day manteve o WWE Tag Team Championship contra os membros da League of Nations Sheamus e King Barrett. O New Day então derrotou os outros membros da League of Nations Del Rio e Rusev na noite seguinte no Raw para reterem os títulos, fazendo com que a League of Nations atacasse o The New Day após a luta, concretizando o face turn do The New Day no processo, levando a uma luta de trios entre Sheamus, Del Rio e Rusev e The New Day na WrestleMania.
Depois de abandonar Big Show e Kane durante a revanche da dupla de trios contra a The Wyatt Family, fazendo-os perder, no Raw de 22 de fevereiro , Ryback se tornou mais agressivo ao derrotar seus oponentes em lutas squash . Em 14 de março no episódio do Raw, após derrotar Sin Cara, Ryback desafiou o Campeão dos Estados Unidos Kalisto para uma luta pelo United States Championship na WrestleMania, que Kalisto aceitou dois dias depois em uma entrevista com Michael Cole. A luta foi posteriormente transferida para o pré-show da WrestleMania 32.
Após semanas de rivalidade, The Miz, Dolph Ziggler e Sami Zayn confrontaram o Campeão Intercontinental Kevin Owens no Raw de 21 de março e o desafiaram pelo título. Owens concordou em falar com a Authority sobre a criação de uma luta triple threat para determinar o desafiante #1 ao título, mas a luta incluiu Zack Ryder, Sin Cara e Stardust. Miz, Ziggler e Zayn interferiram na luta, que terminou em no contest. Stephanie McMahon então agendou uma luta de escadas pelo título na WrestleMania, com Owens defendendo o título contra todos os seis concorrentes.
Depois de AJ Styles derrotar Chris Jericho no Fastlane, os dois formaram uma dupla conhecida como "Y2AJ" e dominaram a divisão de duplas, derrotando os campeões New Day em duas lutas consecutivas, levando o "Y2AJ" a desafiar o New Day a uma luta pelo WWE Tag Team Championship. No entanto, o "Y2AJ" não conseguiu vencer os títulos contra o New Day no episódio de 7 de março do Raw após Jericho ser imobilizado por Big E. Após a luta, Jericho atacou Styles com três Codebreakers, virando heel no processo. Jericho afirmou que estava cansado dos fãs gritando por Styles e não por ele. Styles então desafiou Jericho para uma luta na WrestleMania que Jericho recusou, afirmando que ele preferia se sentar com a multidão na WrestleMania ao invés de enfrentá-lo. No episódio de 28 de março do Raw , durante a luta de Jericho com Zack Ryder, Styles distraiu Jericho, fazendo com que Ryder derrotasse Jericho. Então, Jericho aceitou o desafio de Styles.
No Raw de 14 de março, Lana se aliou ao Team BAD (Naomi e Tamina), ajudando-as a derrotar Brie Bella e Alicia Fox. Lana então atacou Paige após a vitória desta última sobre Summer Rae dois dias depois no Main Event. No episódio seguinte do Main Event, durante uma luta entre Paige e Naomi, Rae e Emma atacaram Fox e Natalya (que estava do corner de Paige), permitindo que Naomi vencesse. No episódio de 28 de março do Raw, Emma (acompanhada por Naomi, Tamina, Lana e Rae) derrotou Paige (acompanhada por Brie, Fox e Natalya). Após a luta, Eva Marie aliou-se a Brie, Paige, Fox e Natalya. Posteriormente, uma luta de quintetos entre as duas equipes foi agendada para o pré-show da WrestleMania 32.

## Evento
| Função:                   | Nome:                          |
| ------------------------- | ------------------------------ |
| Comentaristas em inglês   | Michael Cole (PPV)             |
| Comentaristas em inglês   | John "Bradshaw" Layfield (PPV) |
| Comentaristas em inglês   | Byron Saxton (PPV + Pré-show)  |
| Comentaristas em inglês   | Jerry Lawler (Pré-show)        |
| Comentaristas em inglês   | Mauro Ranallo (Pré-show)       |
| Comentaristas em espanhol | Carlos Cabrera                 |
| Comentaristas em espanhol | Marcelo Rodríguez              |
| Comentaristas em alemão   | Sebastian Hackl                |
| Comentaristas em alemão   | Carsten Schaefer               |
| Anunciadoras de ringue    | Lilian Garcia                  |
| Anunciadoras de ringue    | Eden Stiles                    |
| Anunciadoras de ringue    | Howard Finkel (Hall da Fama)   |
| Árbitros                  | John Cone                      |
| Árbitros                  | Chad Patton                    |
| Árbitros                  | Mike Chioda                    |
| Árbitros                  | Jason Ayers                    |
| Árbitros                  | Darrick Moore                  |
| Árbitros                  | Ryan Tran                      |
| Árbitros                  | Rudy Charles                   |
| Árbitros                  | Charles Robinson               |
| Árbitros                  | Rod Zapata                     |
| Entrevistadoras           | JoJo                           |
| Entrevistadoras           | Maria Menounos                 |
| Painel do pré-show        | Renee Young                    |
| Painel do pré-show        | Lita                           |
| Painel do pré-show        | Booker T                       |
| Painel do pré-show        | Tom Phillips                   |
| Painel do pré-show        | Cathy Kelley                   |
| Painel do pré-show        | Corey Graves                   |

### Pré-show
Três lutas foram disputadas no pré-show da WrestleMania 32, que foi transmitido na WWE Network, WWE.com, Facebook, Google+, Pinterest e YouTube, com a USA Network se juntando à cobertura ao vivo durante segunda hora.
Na primeira luta, Kalisto defendeu o United States Championship contra o Ryback. Kalisto venceu após executar um Salida Del Sol em Ryback, que colidiu com um turnbuckle exposto.
A segunda luta foi uma luta de quintetos entre o Team Total Divas (Alicia Fox, Brie Bella, Eva Marie, Natalya e Paige) contra o Team BAD & Blonde (Emma, Lana, Naomi, Summer Rae e Tamina). Brie Bella venceu a luta pelo Team Total Divas ao fazer Naomi se submeter ao Yes! Lock. Nikki Bella , que estava inativa devido a uma lesão no pescoço, apareceu para comemorar com sua irmã e o resto da equipe.
Em seguida, a WWE Hall of Famer Lita apresentou o novo WWE Women's Championship para substituir o WWE Divas Championship, e revelou que a vencedora da luta triple threat entre Charlotte, Becky Lynch e Sasha Banks mais tarde naquela noite receberia o título.
Em seguida, os The Usos (Jey Uso e Jimmy Uso) derrotaram The Dudley Boyz (Bubba Ray Dudley e D-Von Dudley) em uma luta de duplas após os Usos realizarem um Superkick duplo em D-Von. Após a luta, os Usos aplicaram Samoan Splashes em cima de mesas nos Dudley Boyz.

### Lutas preliminares
O pay-per-view começou com uma luta de escadas de sete homens pelo Intercontinental Championship. Stardust usou uma escada preta com bolinhas amarelas para homenagear seu falecido pai Dusty Rhodes, mas essa escada foi descartada por Kevin Owens. No meio da luta, Dolph Ziggler executou uma série de superkicks, enquanto Zack Ryder executou um Elbow Drop de uma escada em The Miz. No final, Owens bombardeou Ziggler de uma escada e causou a Sin Cara cair de uma escada em Stardust, que estava deitado em uma escada entre o apron do ringue e a barricada. O rival de Owens, Sami Zayn, aplicou um suplex em Owens  em uma escada e foi por sua vez atacado por Miz. As celebrações prematuras do Miz permitiram que Ryder o jogasse de uma escada e recuperasse o cinturão para vencer a luta.  Após a luta, o pai de Ryder se juntou a Ryder no ringue para uma celebração.
Em seguida, Chris Jericho enfrentou AJ Styles. Depois de uma luta disputada (que viu Styles fazer kick out no Codebreaker de Jericho, e Jericho fazer o kick out no Styles Clash de Styles), Jericho se escondeu atrás do árbitro e rebateu o Phenomenal Forearm de Styles em um Codebreaker no ar para vencer a luta.
Depois disso, os Campeões de Duplas da WWE The New Day (Big E, Kofi Kingston e Xavier Woods), que entraram saindo de uma enorme caixa de cereais "Booty-O's" (enquanto usavam um traje inspirado em Dragon Ball Z, com a roupa de Woods modelada em Vegeta), lutaram contra a League of Nations (Sheamus, Alberto Del Rio e Rusev) em uma luta de trios. A League of Nations venceu a luta após um Bull Hammer de Barrett em Woods quando o árbitro estava distraído e um Brogue Kick de Sheamus em Woods. Após a luta, Barrett se gabou de que três homens não poderiam vencer a League of Nations. Os membros do Hall da Fama da WWE Shawn Michaels, Mick Foley e Stone Cold Steve Austin apareceram e atacaram a League of Nations. Austin então aplicou um Stunner em Woods, que tentou persuadir Austin a dançar com ele.

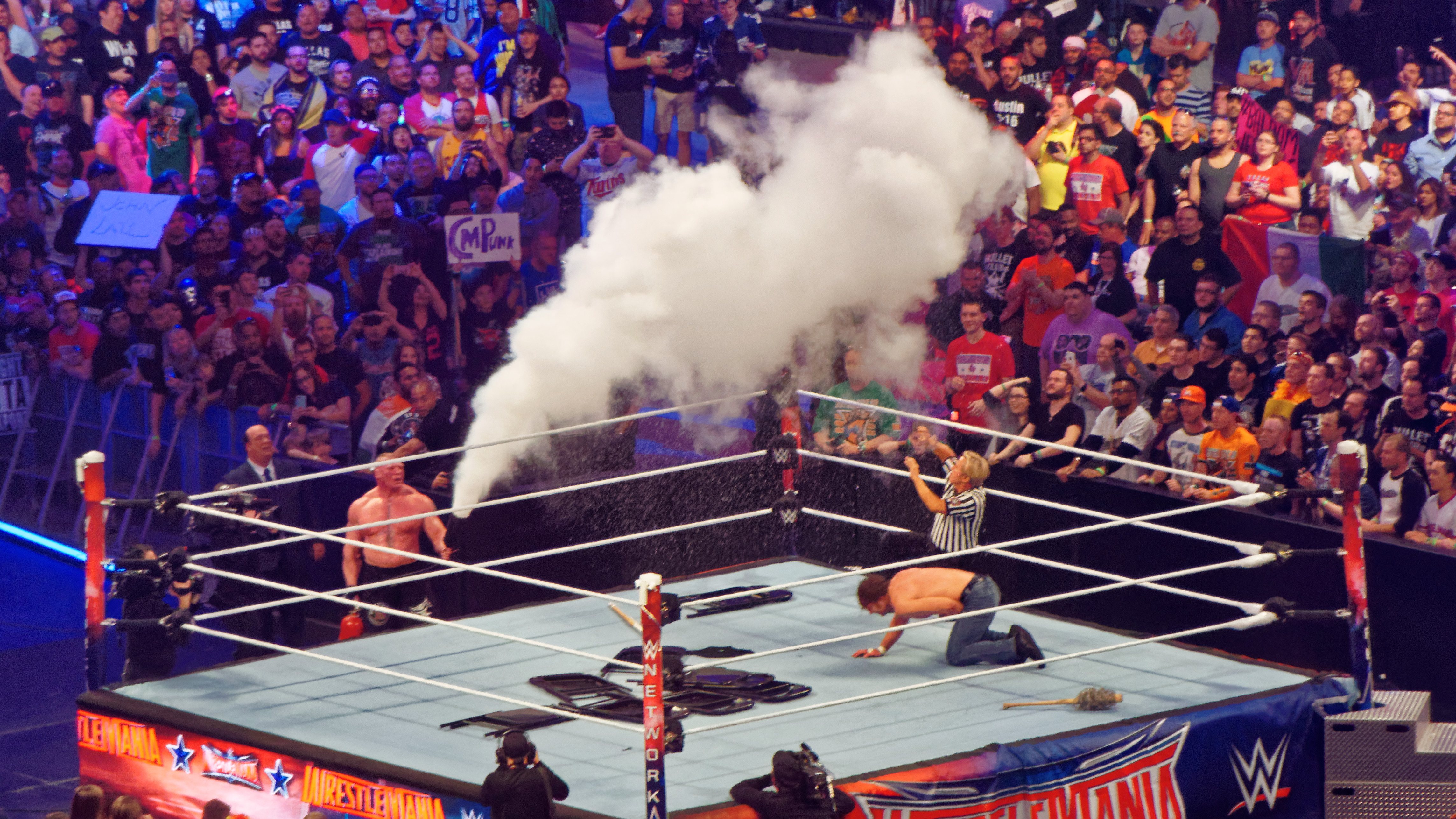
Brock Lesnar e Dean Ambrose após a luta na WrestleMania 32

Em seguida foi o No Holds Barred Street Fight entre Brock Lesnar e Dean Ambrose. Lesnar executou treze suplexes em Ambrose, enquanto Ambrose usou bastões de kendo e cadeiras para tentar manter Lesnar no chão. Ambrose também tentou usar uma motosserra, que não funcionou. Depois que Ambrose jogou várias cadeiras no ringue, Lesnar tentou um F5 mas Ambrose contra-atacou e executou um Dirty Deeds em Lesnar na pilha de cadeiras para uma contagem de dois. No final, Ambrose trouxe um taco de beisebol envolto em arame farpado para acabar com Lesnar, no entanto, Lesnar aplicou um german suplex e um F5 em Ambrose na pilha de cadeiras para vencer a luta. Depois, Lesnar pulverizou Ambrose com um extintor de incêndio.
Depois que o Hall da Fama da WWE foi apresentado, Charlotte, Becky Lynch e Sasha Banks (que teve seu primo e o recém-induzido ao Hall da Fama da WWE Snoop Dogg realizaram seu tema de entrada enquanto a acompanhava ao ringue) lutaram em uma triple threat. Originalmente promovida como sendo pelo WWE Divas Championship de Charlotte, a luta determinaria a nova Campeã Feminina da WWE com o Divas Championship sendo aposentado. O final viu Lynch executar um fisherman suplex da corda superior em Charlotte, que rolou para o chão. Banks então aplicou o Bank Statment em Lynch, mas Charlotte jogou Banks fora do ringue. Charlotte aplicou o Figure-Eight Leglock em Lynch enquanto Ric Flair (pai e empresário de Charlotte) impediu Banks de intervir. Lynch desistiu, dando a vitória e o Women's Championship para Charlotte.
A luta Hell in a Cell entre Undertaker e Shane McMahon foi a próxima. Se Shane ganhasse, ele obteria o controle do Raw, enquanto Undertaker seria banido da WrestleMania no futuro. Undertaker dominou o início da luta e executou um Last Ride em McMahon para uma contagem de dois. McMahon lutou e acabou ganhando a vantagem ao reverter o Hell's Gate em um Sharpshooter. McMahon então colocou uma lata de lixo na frente do peito de Undertaker e executou um Coast-to-Coast para uma contagem de dois. Undertaker atacou McMahon pela lateral da jaula, e os dois lutaram no chão ao redor do ringue. Depois que Undertaker se opôs a um Sleeper Hold jogando McMahon contra uma mesa de transmissão, McMahon atingiu Undertaker com monitores de TV e uma caixa de ferramentas de metal para mantê-lo no chão e o colocou em outra mesa de transmissão. McMahon então subiu ao topo da jaula e tentou o Leap of Faith em Undertaker, que se moveu, fazendo com que McMahon caísse da mesa de transmissão. Embora McMahon acenou para Undertaker "ir pra cima", ele não tinha forças para lutar. Undertaker executou um Tombstone Piledriver para vencer a luta. McMahon foi levado para fora do estádio em uma maca (enquanto mostrava um polegar para cima para a multidão) enquanto Undertaker caminhava e sorria.
Em seguida veio a André the Giant Memorial Battle Royal, que viu vários concorrentes surpresa na luta, incluindo as lendas Diamond Dallas Page e Tatanka, Baron Corbin do NXT, fazendo sua estréia no elenco principal e a lenda da NBA Shaquille O'Neal. O'Neal e Big Show realizaram um chokeslam duplo em Kane para começar e os outros lutadores foram então postos de lado (embora não eliminados) por O'Neal e Show. Depois Fandango e Damien Sandow foram eliminados por Show e O'Neal respectivamente, O'Neal e Show lutaram até as cordas, onde os outros participantes eliminaram os dois. No final, Corbin venceu a luta eliminando Kane por último.

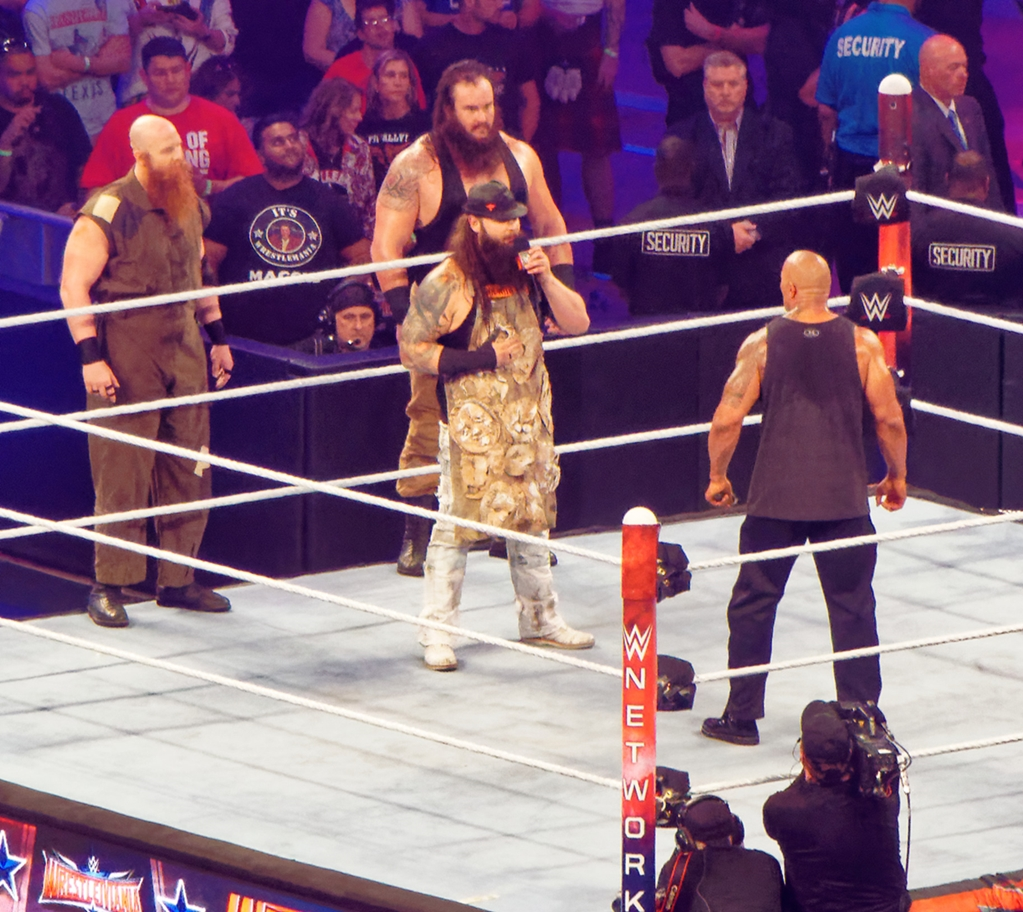
O membro da Wyatt Family, Erick Rowan, foi derrotado por The Rock, estabelecendo um novo recorde para a luta mais curta na WrestleMania

The Rock então fez uma grande entrada, que incluiu Cheerleaders do Dallas Cowboys e Rock usando um lança-chamas para definir uma grande placa com seu nome em chamas. Rock anunciou que a WrestleMania 32 estabeleceu o recorde de público de todos os tempos com 101.763, quando foi confrontado pela Wyatt Family. Depois de algumas idas e vindas verbais, Rock (que usava suas roupas de ringue por baixo de suas roupas normais) os desafiou para uma luta. Erick Rowan, membro da Wyatt Family, aceitou o desafio e foi rapidamente derrotado após um Rock Bottom. A WWE reconheceu a duração da luta como seis segundos, embora outras fontes relataram sete segundos. Isso estabeleceu um novo recorde da WrestleMania para a luta mais curta, superando o recorde anterior (11 segundos) estabelecida na luta entre Kane e Chavo Guererro na WrestleMania XXIV. Enfurecidos por esta vitória rápida, toda a Wyatt Family então cercou The Rock quando surpreendentemente John Cena surgiu e ajudou Rock a se livrar dos Wyatts. O segmento terminou quando Rock e Cena subiram a rampa e Rock abraçou sua família antes de levantar o braço de Cena.

### Evento principal

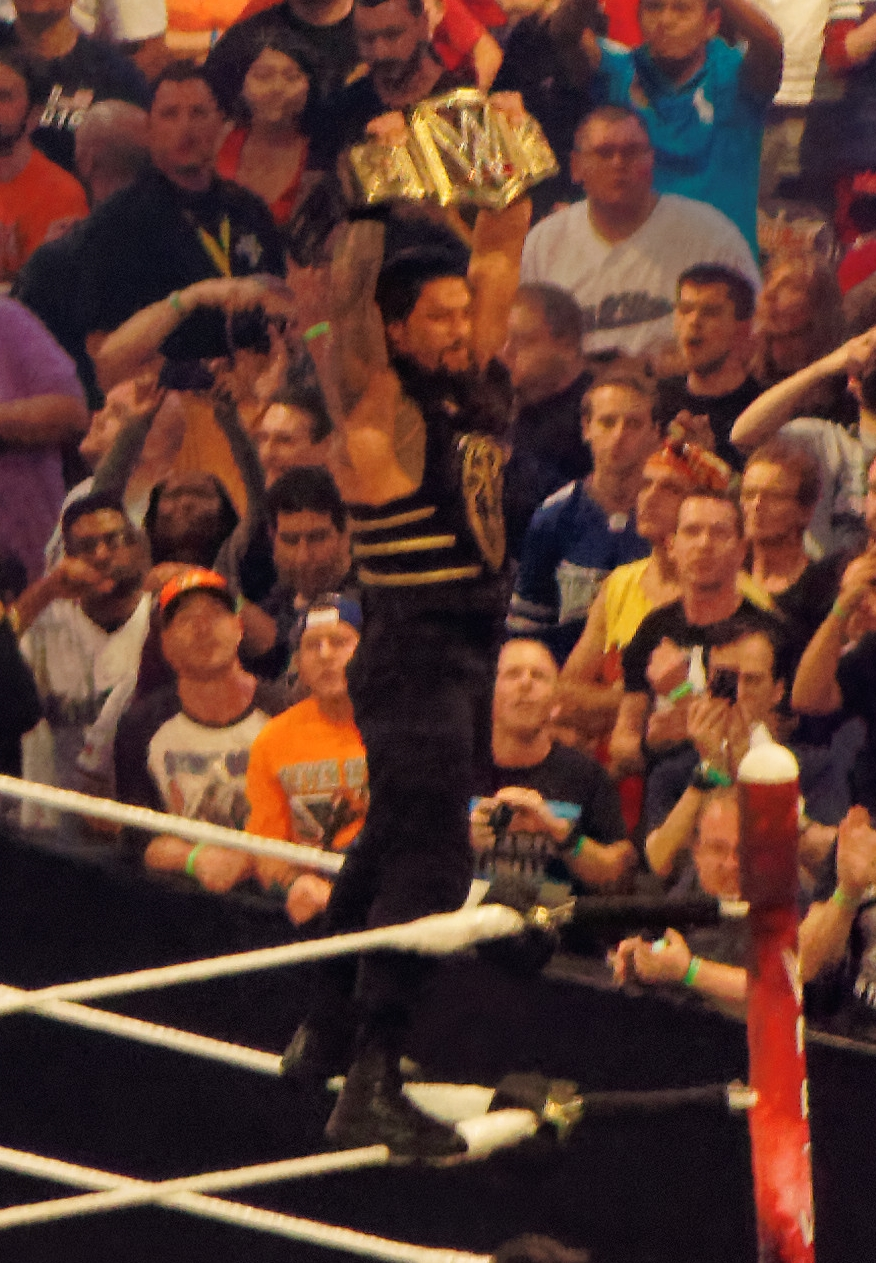
Roman Reigns derrotou Triple H no evento principal para vencer o WWE World Heavyweight Championship pela terceira vez

No evento principal, Triple H (acompanhado por Stephanie McMahon) defendeu o WWE World Heavyweight Championship contra Roman Reigns. Depois que Reigns assumiu o controle da luta, Stephanie distraiu o árbitro, permitindo que Triple H executasse um golpe baixo e mirasse no nariz de Reigns. Reigns executou um Spear através da barricada em Triple H. Triple H começou a mirar no braço de Reigns, mas Reigns se recuperou e executou outro Spear, mas Stephanie puxou o árbitro para fora do ringue, anulando o pinfall. Stephanie discutiu com o árbitro e foi acidentalmente atingida por um Spear de Reigns. Triple H executou um Pedigree em Reigns para uma contagem de dois. Stephanie então deu a Triple H sua marreta de marca registrada, mas o árbitro avisou que ele seria desclassificado se a usasse. No final, Reigns executou dois Superman Punches em Triple H, desviou de um tiro de uma marretada e executou um terceiro Spear para conquistar o título pela terceira vez. Uma grande variedade de fogos de artifício comemorativos foi lançada.

## Recepção
O evento recebeu críticas mistas, mas geralmente se inclinaram na direção negativa. Troy L. Smith do The Plain Dealer escreveu que o "WrestleMania 32 foi uma noite que desafiou as baixas expectativas, graças em grande parte pela quantidade de nostalgia da WWE." Smith também sentiu que o evento mostrou que "Zack Ryder (ou alguém) é melhor do que Roman Reigns". Smith disse que o evento principal foi "extremamente chato - um dos piores eventos principais de todas as WrestleManias", e no fim a "WWE viu-se presa em um momento em que não podia sair de mais vaias do que aplausos".
James Caldwell do Pro Wrestling Torch avaliou o evento principal com uma estrela e meia de cinco. Caldwell descreveu Reigns como "limitado", "embaraçoso", e "um projeto de estimação que seria risível fora deste ponto em qualquer outra época". Caldwell optou por não avaliar o Hell in a Cell, descrevendo-o como um "negócio estranho" com "Shane McMahon, um não-lutador contra Undertaker em um dos últimos combates em WrestleMania deste último". O combate pelo título feminino foi classificado com três estrelas, e descrito como "forte" apesar do final, que confundiu Caldwell quando, aparentemente, a "Mania não é um evento grande o suficiente para parar com interferência repetida de Flair frente a conquista de um favorito do público."
Nolan Howell do Canadian Online Explorer descreveu o show como "absurdamente bizarro. Decisões estranhas e nada parecia ser resolvido, além da história improvisada de Shane vs. Undertaker, que poderia ter acontecido a qualquer momento. No entanto, a maior parte das lutas foram boas [...] A WWE simplesmente não pode fazer nada direito". Howell descreveu o apoio do público por Triple H e as vaias para Roman Reigns eram as "mais previsíveis" e osmicrofontes como "suspeitos", devido ao silêncio feito durante grande parte do evento principal e após a luta.
Cameron McDonough do New England Sports Network descreveu o evento como um "WrestleMania exaustivo às vezes". Para o evento principal, "o sentimento de inevitabilidade para uma vitória de Reigns foi provado correto. Enquanto a superação de Daniel Bryan da Authority no WrestleMania XXX foi memorável, Reigns fazendo o mesmo aqui foi insignificante devido ao desgosto dos fãs para Reigns e nenhum desvio real no combate. Além disso, o melhor momento do evento principal (Reigns atacando Stephanie) não era nada perto de Mick Foley, Shawn Michaels e Stone Cold Steve Austin batendo na League of Nations, ou John Cena e The Rock retornando, ou o salto de Shane McMahon do topo do Hell in a Cell".

## Resultados
| Nº                                          | Resultados | Estipulações | Tempo |
| ------------------------------------------- | --- | --- | ----- |
| Pré- show                                   | Kalisto (c) derrotou Ryback | Luta individual pelo WWE United States Championship                                                                    | 8:58  |
| Pré- show                                   | Team Total Divas (Brie Bella, Alicia Fox, Paige, Natalya e Eva Marie) derrotou B.A.D. & Blonde (Lana, Naomi, Tamina, Summer Rae e Emma) | Luta de quintetos | 11:25 |
| Pré- show                                   | The Usos (Jey e Jimmy Uso) derrotou The Dudley Boyz (Bubba Ray Dudley e D-Von Dudley)                                                   | Luta de duplas | 5:18  |
| 1                                           | Zack Ryder derrotou Kevin Owens (c), Sami Zayn, Dolph Ziggler, Sin Cara, The Miz e Stardust                                             | Luta de escadas pelo WWE Intercontinental Championship                                                                 | 15:23 |
| 2                                           | Chris Jericho derrotou AJ Styles | Luta individual | 17:10 |
| 3                                           | The League of Nations (Sheamus, Alberto Del Rio e Rusev) (com King Barrett) derrotou The New Day (Big E, Kofi Kingston e Xavier Woods)  | Luta de trios | 10:03 |
| 4                                           | Brock Lesnar (com Paul Heyman) derrotou Dean Ambrose                                                                                    | Luta No Holds Barred Street Fight                                                                                      | 13:06 |
| 5                                           | Charlotte (com Ric Flair) derrotou Becky Lynch e Sasha Banks                                                                            | Luta triple threat pelo novo WWE Women's Championship                                                                  | 16:03 |
| 6                                           | The Undertaker derrotou Shane McMahon                                                                                                   | Luta Hell in a Cell Se Shane ganhasse, ele teria controle do Raw e Undertaker não poderia mais lutar em WrestleManias. | 30:05 |
| 7                                           | Baron Corbin venceu ao eliminar por último Kane                                                                                         | Battle royal pelo troféu em memória de André the Giant                                                                 | 9:41  |
| 8                                           | The Rock derrotou Erick Rowan (com Bray Wyatt e Braun Strowman)                                                                         | Luta individual | 0:06  |
| 9                                           | Roman Reigns derrotou Triple H (c) (com Stephanie McMahon)                                                                              | Luta individual pelo WWE World Heavyweight Championship                                                                | 27:11 |
| (c) – Refere-se aos campeões antes da luta. | | |       |

1. ↑  Ordem de eliminação: Fandango, Damien Sandow, Shaquille O'Neal, Big Show, Viktor, Diamond Dallas Page, Konnor, Tatanka, Jack Swagger, R-Truth, Goldust, Curtis Axel, Adam Rose, Heath Slater, Tyler Breeze, Mark Henry, Bo Dallas, Darren Young, e Kane.